# Lördagsgodis (TV-program)
Lördagsgodis är ett barnprogram som sändes i Sveriges Television åren 1983-1988. Programledaren, som satt i en studiodekor i form av en jättelik godispåse med förstorade modeller av engelsk lakritskonfekt som "möbler", presenterade flera kortare inslag. Robert Sjöblom spelade Nisse, programledaren och hade som sällskap sköldpaddan Hjalle. Man visade program som Rädda Joppe - död eller levande, Stackarsramsor, Jonas ark, Känner du Ellen? och Stor och liten.
Även Gay Lundin och Karin Zetterberg var programledare för detta program.